# Райки (зупинний пункт)
Райки́ — пасажирський залізничний зупинний пункт Козятинської дирекції Південно-Західної залізниці.
Розташований біля села Скраглівка Бердичівського району Житомирської області на двоколійній електрифікованій змінним струмом лінії Шепетівка — Бердичів між станціями Михайленки (17 км) та Бердичів (10 км).
Виникла 1879 року як полустанок Райки. Має дві бічні платформи.